# Rugby a 15 femminile
Il rugby a 15 femminile (in inglese women’s rugby union; in francese rugby à XV féminin) è la classe di competizione del rugby a 15 relativa alle praticanti donne.
È amministrato da World Rugby che, dal 1998, organizza la massima competizione internazionale della disciplina, la Coppa del Mondo.
Benché formalizzato intorno alla fine degli anni settanta del XX secolo con la nascita dei primi club e sviluppatosi nel decennio successivo (il primo incontro internazionale della disciplina avvenne nel 1982), a lungo se ne ascrisse la nascita al 1917, data di un incontro femminile di beneficenza il cui unico nome noto era quello della gallese Maria Eley (benché esistano resoconti di un incontro di football, verosimilmente con il codice del rugby, giocato tra donne a Liverpool nel tardo XIX secolo).
Nel XXI secolo la scoperta di un diario di memorie di Emily Valentine — giovane britannica proveniente dall’attuale Irlanda del Nord che a circa 10 anni disputò un incontro in una squadra di studenti insieme ai suoi fratelli — retrodata la prima esperienza femminile documentata a circa il 1887.
A tutto il secondo decennio del XXI secolo i Paesi dove la disciplina è maggiormente diffusa e praticata sono Nuova Zelanda, Stati Uniti, Inghilterra (tutte e tre vincitrici di almeno un'edizione di Coppa del Mondo), Galles, Irlanda, Francia, Scozia, Italia e Spagna.
Dal punto di vista regolamentare non esistono differenze rispetto al gioco maschile: il rugby a 15 femminile si disputa con le stesse regole, lo stesso equipaggiamento e su un terreno delle stesse dimensioni di quello degli uomini.
Secondo la più recente stima di giugno 2018, World Rugby dichiarava circa 2 400 000 praticanti di sesso femminile, equivalenti a circa un quarto dei praticanti totali del periodo.

## Storia

### Le origini

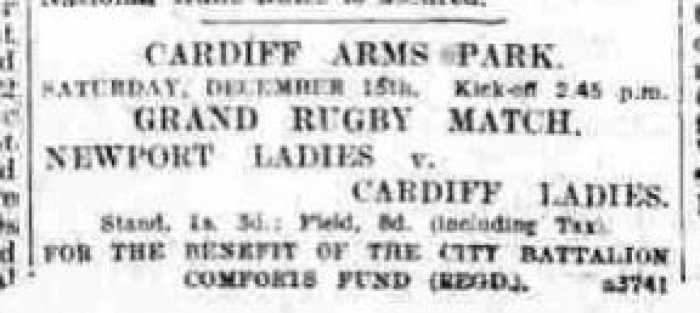
Annuncio della partita del 1917 a Cardiff

Benché gli storici dello sport convengano che nel Regno Unito le donne si dedicarono al football fin dagli ultimi decenni del XIX secolo, sia con le regole del calcio che con quelle della palla ovale, le testimonianze riguardo a tali attività sono frammentarie: vari articoli di un quotidiano di Glasgow, The Herald, riferiscono di una serie di incontri di calcio giocati attraverso tutta la Gran Bretagna tra squadre composte da giocatrici scozzesi e inglesi nella primavera / estate del 1881.
In uno di tali incontri, disputato a Liverpool a fine giugno di tale anno, la cronaca riporta di un touch down (lo schiacciamento a terra di una palla in meta) marcato da una delle squadre e non un goal come d’uso nel calcio, da cui si inferisce in via indiretta che la partita fosse stata giocata con le regole del rugby e non del calcio.
La prima giocatrice documentata fu ritenuta a lungo Maria Ealy che, il 16 dicembre 1917, fu a 17 anni una delle 30 donne scese in campo per un incontro di beneficenza tra due squadre femminili rappresentanti Cardiff RFC e Newport, organizzato al fine di raccogliere fondi per un contingente di soldati gallesi dell’esercito britannico impegnato nei combattimenti della prima guerra mondiale.
Tale supposizione sopravvisse alla morte di Maria Ealy, scomparsa nel 2006 a 106 anni.

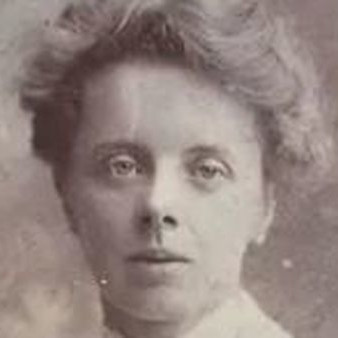
Emily Valentine

Fu alla fine del primo decennio del nuovo millennio che si scoprì altresì, dal diario di Emily Valentine, un’infermiera britannica scomparsa nel 1967, che la prima presenza certificata di una donna sul campo di gioco andava retrodatata di almeno trent’anni, al 1887: la stessa Valentine, infatti, entrò in campo per la prima volta all’età di dieci anni invitata dai fratelli durante una partita scolastica a Enniskillen, nella sua contea d’origine di Fermanagh (attuale Irlanda del Nord) e realizzò una meta: nelle sue memorie lasciò ricordi dettagliati della sua prima partita, da cui emergeva anche la consapevolezza di commettere un atto all’epoca socialmente sconveniente (tanto da tacerlo ai genitori), in quanto le donne venivano ritenute non adatte a praticare sport di contatto.
La testimonianza di Valentine è importante anche perché è l’unica fonte che esplicitamente documenti attività rugbistica femminile nel XIX secolo.

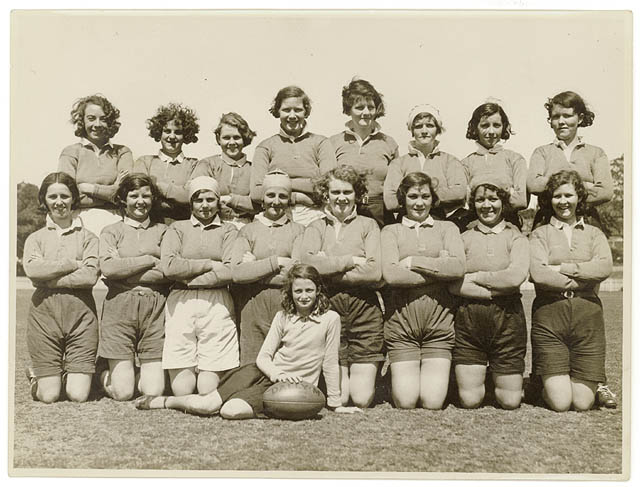
Squadra femminile in Australia, circa anni trenta

Lo sviluppo del rugby femminile seguì strade separate nella Nuova Zelanda di fine XIX secolo: lì le donne avevano goduto di una relativa emancipazione dovuta alla loro entrata sul mercato del lavoro con conseguente conquista di indipendenza economica e diritto di voto già nel 1893 e avevano fondato i loro primi club sportivi al femminile, inclusi quelli di rugby.
Se tuttavia discipline come hockey su prato e tennis non trovarono resistenze, il tentativo di impegnarsi in sport tipicamente maschili come cricket e, appunto, il rugby, incontrarono strenua opposizione: un paventato tour nazionale di un XV femminile suscitò vibrate proteste e il progetto abortì prima ancora di essere concepito.

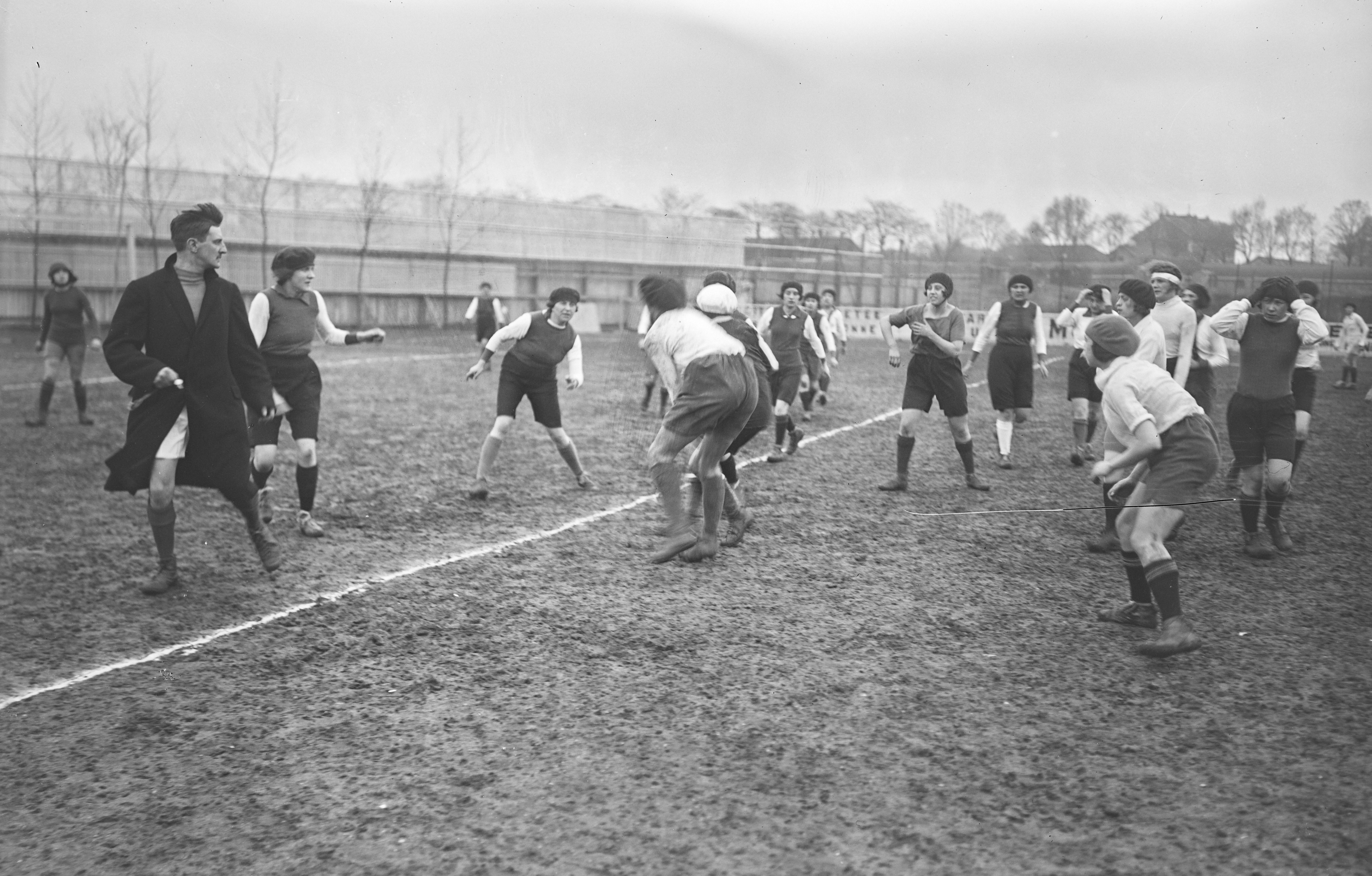
Incontro femminile allo stadio Élisabeth di Parigi, 5 marzo 1922

Esperienze rugbistiche femminili in Francia e Inghilterra si registrano prima della Grande Guerra ma sostanzialmente senza pubblico.
Durante la guerra fu disputata la citata partita tra Cardiff e Newport: singolarmente, in tale incontro le giocatrici indossarono un caschetto protettivo del capo che gli uomini avrebbero adottato in massa solo a fine secolo.
Nel maggio 1921 in Australia due ragazze di Sydney, Molly Cane e Nellie Doherty, cercarono il sostegno della New South Wales Rugby League per l’istituzione di una competizione che, benché si trattasse di rugby a 13, fu comunque il primo tentativo di istituzionalizzazione della palla ovale femminile nel continente; il primo incontro ebbe effettivamente luogo, nel settembre successivo, all’Agricultural Park (in seguito noto come Sydney Showground) a Moore Park davanti a un’affluenza di 20 000 spettatori nonostante le restrizioni imposte dalla NSWRL che pure fornì l’arbitro: fu fatto divieto di partecipare all’incontro come spettatori o di dare assistenza tecnica alle giocatrici a qualsiasi tesserato pena la radiazione.
Su pressioni politiche, tuttavia, la NSWRL negò qualsiasi ulteriore sostegno al gioco femminile e la partita non ebbe un seguito.
Si continuò a giocare a rugby, soprattutto a XV, e nel 1930 un incontro di beneficenza a sostegno delle disoccupate di Sydney raccolse più di 2 500 spettatori, ma la seconda guerra mondiale, di fatto, fermò l’espansione dell’ovale femminile in entrambi gli emisferi.
Contemporaneamente in Italia, per espresso volere del governo fascista, il CONI stilò una lista di proscrizione di attività interdette alle donne — tra cui gli sport di contatto come calcio e rugby — concedendo loro, in ottica di «educazione civile» e delle «finalità etiche alle quali l’educazione fisica muliebre deve tendere» di praticare solo sport considerati non aggressivi come atletica leggera, fioretto, pattinaggio artistico, nuoto o tennis.

### Il secondo dopoguerra
Nel secondo dopoguerra vi fu un estemporaneo tentativo, ancora nell’Emisfero Sud, di ridare visibilità alla disciplina: un gruppo di giocatrici a 13 del St Mary’s di Sydney costituirono una squadra, chiamata Belles of St Mary’s ma dopo tale esperienza non si ha notizia di resoconti di attività rugbistica femminile sia a 13 che a 15 per tutto il decennio successivo.
A metà degli anni sessanta il rugby femminile rinacque lentamente in Europa soprattutto tra le universitarie inglesi e francesi; mentre si hanno solo tracce frammentarie di attività Oltremanica, in Francia nacque nel 1966 il decano dei club femminili tuttora in attività, le Violettes Bressanes di Bourg-en-Bresse, pioniere dello sviluppo e della diffusione della disciplina per i successivi due decenni; nel 1970 a Tolosa il Toulouse Fémina Sports fu tra i fautori della nascita dell’Association française de rugby féminin (AFRF), rinominata anni dopo Fédération française de rugby féminin (FFRF).

1980, primo incontro femminile in Italia tra Red Panthers Treviso e CUS Milano

Utrecht, Sportpark Strijland, 13 giugno 1982
PAESI BASSI — FRANCIA 0-4
Marcatori: 62' mt I. Decamp.
PAESI BASSI: H. Brouwer, M. Baars, J. Lem, L. Hendriks, O. Zijlstra; R. Kruyk, F. Kloen; L. Groenedijk (c), F. v. Schouwen, F. de Waard, D. Twisk, C. Elbers, E. Castell, A. v. Liere, A. Geerts.
Allenatore: Jopie Wessels.
FRANCIA: V. Berodier, I. Decamp, M. Fraysse, N. Fraysse, P. Champeil; O. Desprats, J. Benassayag; V. Champeil, M. Pomathiot, S. Girard, A. Jambon, M. Degeitere, C. Guillon, S. Benassayag, C. Matbleu.
Allenatore: Claude Izoard.
Arbitro:  Roel Wijnant
L’impulso dato dalle giocatrici francesi fu notevole: già nel 1972 nasceva il primo campionato nazionale femminile della storia del rugby a 15 e l’AFRF impostava i primi tentativi d’accordo con la FFR ancorché infruttuosi, stante il rifiuto della federazione di riconoscere l’esistenza del rugby al femminile.
Anche in Italia le donne erano ostacolate dal diniego federale a legittimare il nascente movimento sportivo.
L’embrione del rugby femminile nel Paese si può far risalire al 9 settembre 1974 quando, nel quadro di una serie di eventi organizzati dal Rho, si esibirono sul campo della società lombarda due formazioni femminili del sud della Francia provenienti da Valence e Châteaurenard, ma occorse ancora qualche anno per vedere emergere le realtà locali.
Nonostante la diffusione a macchia d’olio in tutta la Penisola (in particolare Roma, Benevento e Milano), la patria d’origine del rugby femminile italiano può essere considerata Treviso, città in cui, nel 1978, si formò una squadra che trovò ospitalità presso il campo della più giovane delle due formazioni maschili cittadine, il Tarvisium, in omaggio al quale le atlete ne vestirono lo stesso colore sociale, il rosso, e si diedero il nome di Red Panthers, nel 1982 diventate poi la sezione femminile del Benetton Treviso.
Tale nuova formazione si incontrò a Villorba contro una rappresentativa del CUS Milano il 13 aprile 1980, per quella che risulta essere la prima partita documentata di rugby a 15 femminile in Italia tra formazioni italiane: le cronache raccontano che tale incontro finì 8 a 4 per la squadra veneta, con due mete a una di Bruna Collodo (cugina di Oscar Collodo, giocatore internazionale in forza al Benetton) e Valentina Napolitano contro quella di Donatella Gentile per le lombarde.
Singolarmente, le atlete che incontrarono un percorso meno accidentato furono le olandesi, ovvero quelle appartenenti a un Paese senza grande tradizione rugbistica maschile (nonostante la federazione fosse stata peraltro tra le fondatrici della F.I.R.A., organismo internazionale pensato come alternativa all’esclusivismo dell’International Rugby Football Board): fin dal 1975 infatti le oranje avevano un approdo sicuro nella federazione, che in tale anno aveva istituito una propria sezione femminile.
Ordine d’esordio delle principali formazioni nazionali femminili:
- 1982: Francia, Paesi Bassi
- 1984: Svezia
- 1985: Italia
- 1986: Belgio, Gran Bretagna
- 1987: Canada, Galles, Inghilterra, Stati Uniti
- 1989: Germania Ovest, Spagna
- 1990: Nuova Zelanda, Unione Sovietica
- 1993: Irlanda, Kazakistan, Scozia
- 1994: Australia, Giappone, Russia
- 1995: Portogallo
- 1998: Hong Kong
- 2000: Samoa
- 2004: Sudafrica

La circostanza è rilevante perché, in retrospettiva, fu indirettamente la causa prima della nascita dell’attività internazionale femminile: nel 1982, infatti, per celebrare il cinquantenario della federazione, la Nederlandse Rugby Bond invitò la federazione femminile francese, l’unica all’epoca esistente, a disputare un incontro con una propria selezione.
L’AFRF decise quindi di accettare l’invito e, allestita una squadra nazionale rappresentante ufficialmente la Francia, scese in campo il 13 giugno di quello stesso anno a Utrecht contro i Paesi Bassi vincendo 4-0 grazie a una meta marcata al 22' del secondo tempo da Isabelle Decamp, prima marcatrice internazionale del rugby femminile.
Nel frattempo, nelle Isole britanniche, l’inglese Deborah Griffin stava costruendo già dal 1978 una rete di squadre di club universitarie a partire dal proprio istituto, lo University College di Londra, e il concittadino King’s College, suo avversario per diversi incontri prima che altre università dalla Gran Bretagna si unissero e organizzassero proprie squadre femminili.
In Italia fu l'Unione Italiana Sport Popolare a prendere in gestione il rugby femminile: a Riccione, il 22 giugno 1985, a latere di un congresso UISP sulla promulgazione di una nuova legge sullo sport nel Paese, tra i vari eventi organizzati spiccò la disputa di un incontro tra una selezione italiana di rugby e quella francese: allo stadio Nicoletti le due formazioni transalpine pareggiarono 0-0 il sesto incontro internazionale di sempre (otto mesi prima aveva esordito la Svezia contro i Paesi Bassi).
Ancora grazie agli auspici della UISP, che stava facendosi promotrice della «Carta dei diritti delle donne nello sport» e di una legislazione paritaria riguardante l’accesso femminile alla pratica agonistica, era da pochi mesi nato anche il campionato, nelle sue prime edizioni dominato dalle giocatrici trevigiane.
Solo sei anni più tardi, nel 1991, la Federazione Italiana Rugby acconsentì a inglobare nei propri ranghi le atlete e a gestire direttamente squadra nazionale e campionato.
Gli anni che condussero alla fine decennio videro la formalizzazione del rugby femminile anche nelle isole britanniche, dove era stata codificata la disciplina e dove, quasi un secolo prima, le donne avevano iniziato a praticarla: già nel 1983 la citata Griffin era stata tra le artefici della fondazione della Women’s Rugby Football Union (WRFU), che regolamentò il rugby di tutta la Gran Bretagna e, nel 1986, mise in campo la prima rappresentativa unita britannica, con un anno di anticipo rispetto a quelle, separate, di Inghilterra e Galles, che esordirono insieme ad aprile 1987.
Nel 1988 a Bourg-en-Bresse, sui campi delle Violettes Bressanes, si tenne il primo campionato europeo (presenti, oltre alle padrone di casa della Francia, anche Gran Bretagna, Italia e Paesi Bassi), anche se tale competizione non ricevette mai riconoscimento dalla F.I.R.A. che, altresì, ne organizzò la prima edizione ufficiale nel 1995.
Nel 1989 il rugby femminile in Francia passò sotto la gestione della FFR e debuttarono Spagna e Germania Ovest; in Nuova Zelanda partì il campionato interprovinciale femminile e, proprio in tale Paese, nel 1990, un comitato di giocatrici organizzò una kermesse a inviti in cui le squadre nazionali ivi presenti, oltre a competere tra di loro, potessero incontrare anche le squadre femminili locali: il torneo, che si svolse a Christchurch e prese il nome di World Rugby Festival for Women, o più brevemente RugbyFest, fu un quadrangolare che vide la presenza in campo, oltre che della squadra anfitriona, dei Paesi Bassi, dell'Unione Sovietica (esordiente assoluta) e degli Stati Uniti.
Durante tale torneo avvenne il debutto della nazionale neozelandese, una vittoria per 56-0 sulle olandesi.

### L’era della Coppa del Mondo
Il successo del festival agli antipodi spinse le dirigenti del rugby femminile britannico a stringere i tempi per l’organizzazione di una competizione mondiale.
Fu così che Deborah Griffin, Sue Dorrington, Alice Cooper e Mary Forsyth, quattro dirigenti della Women’s Rugby Football Union, misero in piedi una macchina organizzativa che riuscisse ad approntare in tempi brevi e con spese ragionevoli una competizione che non riceveva alcun riconoscimento, almeno formale, dalla Rugby Football Union.
Le quattro pioniere riuscirono a mettere insieme un pacchetto di sponsor, piccoli finanziatori e club gallesi disposti a ospitare le gare e nella primavera 1991 vide la luce la prima edizione della Coppa del Mondo di rugby femminile.
Tra le partecipanti alla competizione anche l’Italia, fresca di crisma federale dell’ufficialità: il 19 gennaio precedente, infatti, la Federazione Italiana Rugby aveva preso in carico tutto il rugby femminile e lo stesso Paolo Rosi, già capitano della nazionale maschile degli anni quaranta e cinquanta e apprezzato telecronista sportivo, plaudì alla decisione federale e invitò a incoraggiare la nuova disciplina.

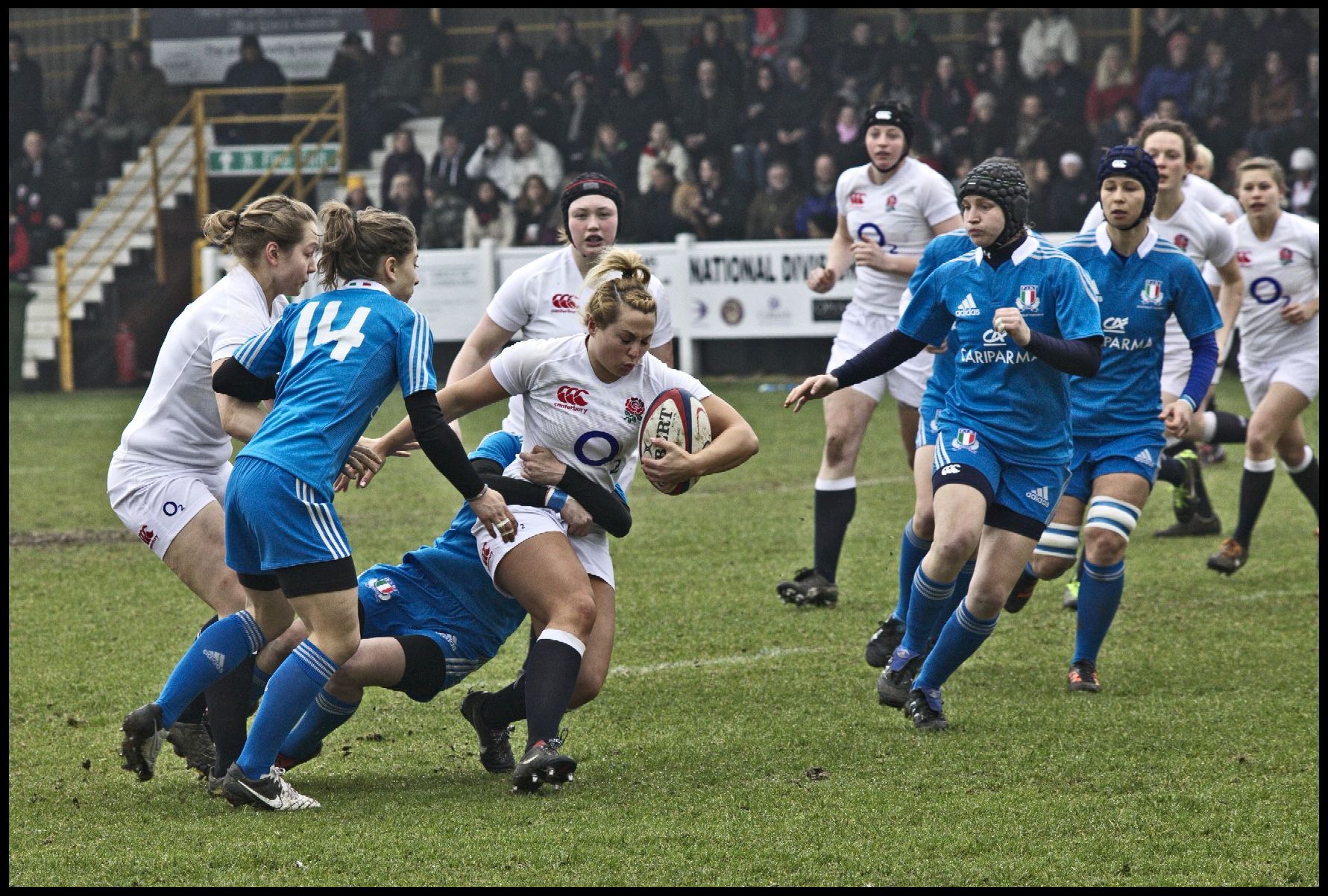
Una fase di — al Sei Nazioni 2013

La competizione, vinta dalle statunitensi che in finale batterono le inglesi, fu un successo di pubblico e di propaganda anche se un insuccesso commerciale, in gran parte dovuto a maggiori spese di sussistenza delle giocatrici dell’Unione Sovietica, inviate dalla propria federazione al torneo con solo il denaro dei biglietti e poco altro.
Il passivo della competizione fu, in maniera non ufficiale, ripianato dalla Rugby Football Union.
L’International Rugby Football Board dapprima ventilò, poi negò, il sostegno a una nuova edizione della competizione, quindi la WRFU, con l’aiuto della neoformata Scottish Women’s Rugby Union, organizzò nel 1994 la seconda coppa del Mondo che si tenne in Scozia e fu vinta dall’Inghilterra in finale sulle campionesse uscenti degli Stati Uniti: sotto la direzione di Sue Brodie, giocatrice della nazionale del Cardo, il torneo conobbe anche un discreto successo economico, garantito dai 4 000 spettatori dell’incontro tra Inghilterra e Scozia nella fase eliminatoria e nei 7 000 che assistettero alla finale.
Nel frattempo la WRFU aveva cambiato ragione sociale e, con il nome di Rugby Football Union for Women (RFUW) era divenuto l’organismo di gestione del rugby femminile solo in Inghilterra, mentre nel 1993 Irlanda e Scozia avevano bagnato il loro esordio internazionale giocando l’una contro l’altra.
Nel 1996 nacque quindi il Women’s Home Nations’ Championship, versione femminile dell’(allora) Cinque Nazioni ma tra le quattro federazioni delle Isole Britanniche.
La prima edizione fu un Grande Slam dell'Inghilterra che concesse solo 19 punti in tutto il torneo.
Per quanto riguarda il resto del continente, invece, la F.I.R.A., la federazione europea, aveva organizzato nel 1995 a Treviso il primo campionato europeo che vide la vittoria della Spagna in finale sull’Italia.
Infine, nel 1998, giunse il pieno riconoscimento anche da parte dell’International Rugby Football Board che organizzò in prima persona l’edizione d’esordio della Coppa del Mondo, anche se in retrospettiva è considerata la 3ª dopo l’ufficializzazione da parte della IRB del palmarès precedente al 1998.

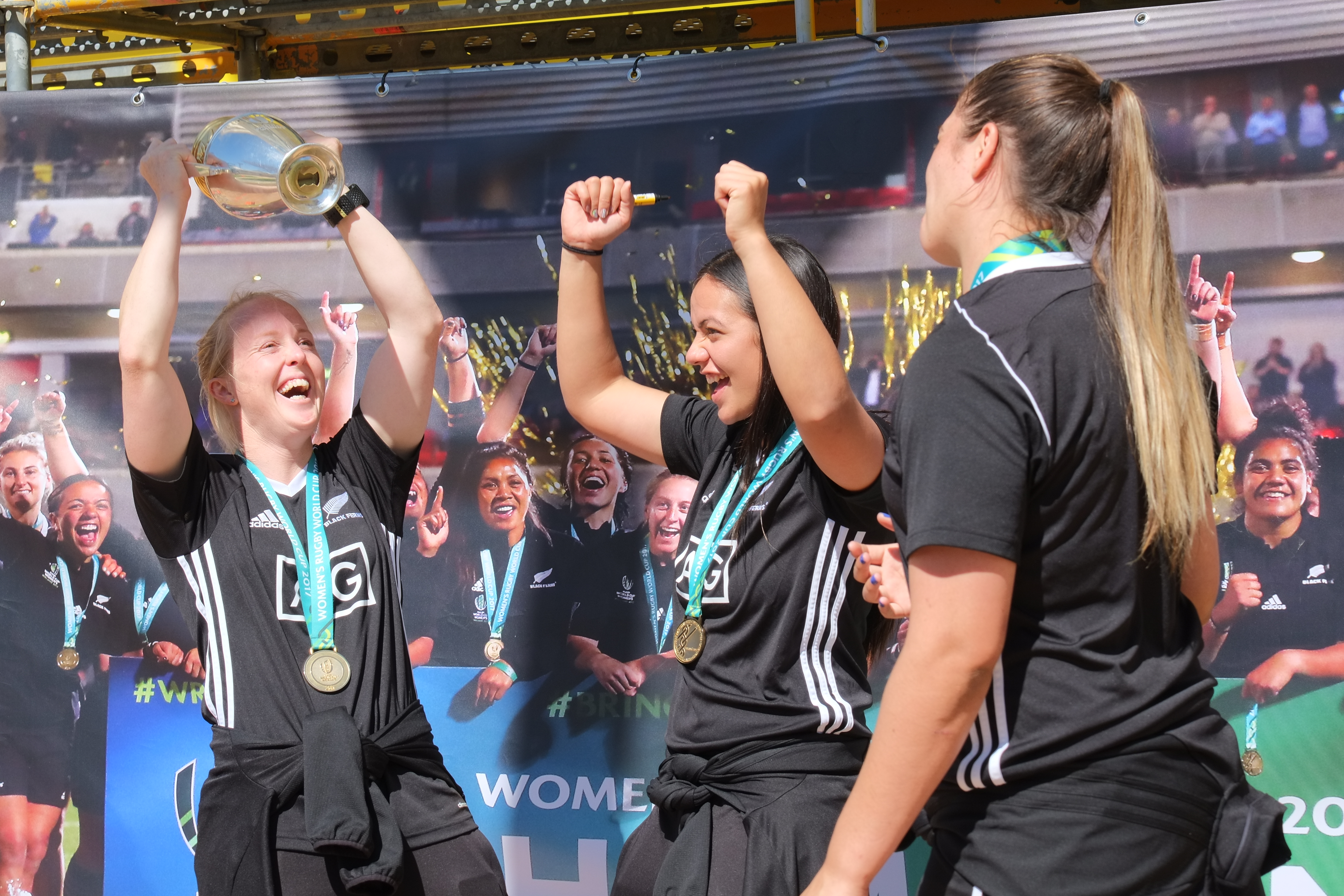
Alcune giocatrici della festeggiano la vittoria nella

Il nuovo millennio vide le quattro Home Union femminili britanniche integrarsi gradualmente nei quadri delle proprie federazioni nazionali: nel 2007 fu la Welsh Women’s Rugby Union ad affiliarsi alla federazione gallese, divenendone la divisione Wales Women; nel 2009 fu il turno della Ireland Women’s Rugby Football Union e della Scottish Women’s Rugby Union a divenire divisioni delle rispettive federazioni irlandese e scozzese.
Infine, nel 2010, fu la volta della Rugby Football Union for Women che, sotto la guida di Deborah Griffin, divenne dapprima una divisione costitutiva della Rugby Football Union per poi, due anni dopo, divenire il ramo femminile dell’organo di governo del rugby in Inghilterra.
Nacquero anche nuovi tornei e quelli preesistenti andarono incontro a un’evoluzione: l’Home Championship aprì alla Francia nel 1999 e divenne Cinque Nazioni, l’anno seguente l’Irlanda uscì dal torneo, venendo rimpiazzata dalla Spagna; nel 2007, ormai stabilizzatosi nella forma a sei con il rientro delle irlandesi, il comitato del torneo decise il rimpiazzo della Spagna con l’Italia per allineare la competizione femminile a quella maschile.
Nel 2006 nacque il campionato continentale asiatico e nel 2016 quello oceaniano.
Le citate competizioni, insieme al campionato europeo e al Sei Nazioni, dal 2010 servono anche come qualificazione per la Coppa del Mondo.
Nel 2019, alle competizioni citate, si è aggiunta la Coppa d’Africa, anch’essa investita dell’incarico di qualificazione continentale alla massima rassegna mondiale.
Allo sviluppo nell’Emisfero Nord non corrisponde ancora, a fine secondo decennio del XXI secolo, analoga diffusione in quello Sud: le grandi distanze non permettono appuntamenti regolari come per esempio il campionato europeo o il Sei Nazioni per via dei costi spesso proibitivi: per tale ragione World Rugby ha messo in cantiere nel 2018 il progetto di un torneo periodico sulla falsariga del Rugby Championship maschile (che vede impegnate annualmente Argentina, Australia, Nuova Zelanda e Sudafrica), anche se non riproducibile in toto per assenza, all'epoca, di attività a XV in Sudamerica (dove si è preferito investire sul rugby a 7 essendo quest’ultimo disciplina olimpica).
Nel 2021, infine, anche il citato Sudamerica ha debuttato in ambito internazionale: Brasile e Colombia hanno preso parte alle qualificazioni continentali alla Coppa del Mondo; a prevalere è stata la Colombia, che successivamente è giunta fino alle gare di ripescaggio per la qualificazione, venendo sconfitta dalla Scozia per l'ultimo posto disponibile alla competizione mondiale.

## Organizzazione e numeri
Benché la disciplina sia ancora relativamente giovane, esistono già, sia pure sporadici, diversi casi di cognomi celebri nel rugby a 15 declinato al femminile: a livello internazionale figura per esempio Annaleah Rush, campionessa del mondo e sorella dell’All Black Xavier; altra Black Fern con parenti celebri è Exia Shelford, cugina di Wayne "Buck" Shelford, entrambi campioni del mondo nelle rispettive classi di competizione; Elisa Cucchiella, figlia di Giancarlo, e Daniela Gini, figlia di Massimo, sono due coppie di giocatori che hanno rappresentato l’Italia a livello seniores.
Singolare, altresì, la vicenda familiare di Tommaso Allan, il cui genitore ad avere vestito la maglia azzurra fu sua madre Paola Berlato negli anni ottanta.
Infine, ancora in Nuova Zelanda, l’unico caso (al 2019) madre e figlia internazionali in maglia nera: Liza Minihui, già Black Fern negli anni novanta, e Huriana Manuel che ne raccolse l’eredità tra il 2005 e il 2016 vincendo due mondiali.
World Rugby ha istituito una divisione apposita per lo sviluppo dell’attività femminile, diretta dalla neozelandese Katie Sadleir, già atleta olimpica di nuoto sincronizzato per il suo Paese.
Nel pieno del suo programma Get Into Rugby, a giugno 2018 World Rugby dichiarava 2 400 000 praticanti di sesso femminile, un quarto del totale.
Rispetto al 2013 il numero delle praticanti ha avuto un incremento del sessanta per cento, anche se il presidente di World Rugby Bill Beaumont sostiene l’importanza del ritorno delle giocatrici a VII nella disciplina a XV in quanto quest’ultima «è il DNA del gioco».
Al 2019 campione mondiale della disciplina è la Nuova Zelanda, vincitrice nel 2017 della sua quinta Coppa del Mondo; tra le altre potenze della palla ovale femminile figura l’Inghilterra, in passato due volte campionessa mondiale e campione in carica del Sei Nazioni, competizione che ha vinto 14 volte dal 1996.
Il campionato europeo, che si tiene ufficialmente dal 1995, vanta tra le plurivincitrici la Spagna con 7 vittorie, la Francia con 4, Inghilterra e Italia con 3 ciascuna, e la Scozia con 2.
In Asia, dove il campionato si tiene dal 2006, la squadra più titolata è il Kazakistan (5 vittorie) seguita dal Giappone con quattro; infine in Oceania, dove il torneo è nato nel 2016, al 2019 ha visto solo due edizioni entrambe vinte dalle Figi.
Dal 1º febbraio 2016 World Rugby prevede anche per le nazionali femminili il ranking stilato con le stesse modalità di quelle maschili; al maggio 2019 la migliore squadra del ranking è la Nuova Zelanda.
Diverse federazioni hanno un proprio campionato nazionale femminile (Inghilterra, Stati Uniti, Nuova Zelanda, Australia, Francia, Spagna, Italia) e, in particolare, le giocatrici inglesi e neozelandesi di interesse nazionale hanno contratti professionistici o, nel caso delle oceaniane, semiprofessionistici con la propria federazione.
Si tratta di un’innovazione ritenuta tra le più importanti nel mondo sia del rugby in particolare che dello sport femminile in generale, in una disciplina in cui il professionismo è ammesso dal 1995 e a fronte di numerose legislazioni che non riconoscono ancora lo status di professioniste alle donne che praticano sport agonistico.